# Chambellan
Pour l’article ayant un titre homophone, voir Chambelland.
Un chambellan ou chambrier (camerarius en latin) est un gentilhomme chargé du service de la chambre d’un monarque ou d'un prince, à la cour duquel il vit. 
On traduit aussi par « chambellan » le mot hébreu sârîs, cariyc (סריס) fréquemment cité dans la Bible hébraïque, désignant un eunuque,.

## Chambellans par pays

### Empire romain
- Chambellan cubiculaire

### France
Le grand chambellan de France est l'un des principaux officiers de la couronne :
- Grand chambellan de France

### Maroc
- Chambellan du roi[4] : Mohamed El Alaoui (en)[5] est le chambellan[6] et cousin du Roi Mohammed VI.

### Pologne
- Wojciech Narbutt chambellan à la cour de Stanislas II

### Royaume-Uni
- Lord-grand-chambellan
- Lord Chambellan

### Saint-Empire romain
- Le margrave de Brandebourg était archi chambellan – Archicamerarius – du Saint-Empire romain germanique

### Saint-Siège
- Camérier
- Camerlingue